# Moisés Ferreira
Moisés Salvador Coelho Ferreira (né à São João da Madeira, le 25 décembre 1985) est un homme politique portugais membre du Bloc de gauche.

## Biographie
Psychologue de formation, Moisés Salvador Coelho Ferreira est élu au Parlement national en 2015.